# Andreas Zivy
Andreas Zivy (* 19. Oktober 1955 in Basel) ist Verwaltungsratspräsident der international tätigen Ameropa Holding AG. Er leitet das 1948 gegründete Handelsunternehmen nun in der dritten Generation. Zivy ist verheiratet und lebt mit seiner Frau und den drei Kindern in Binningen bei Basel.

## Biographie
Andreas Zivy besuchte das Humanistische Gymnasium in Basel und anschließend das Pariser Institut für politische Studien IEP (Institut d’études politiques de Paris), das er 1978 mit einem Master-Diplom abschloss. Nach 2 Jahren in Brasilien beim Agrarhandelshaus Bunge stieg Zivy 1980 in das Familienunternehmen ein und war an verschiedenen Standorten wie Paris, Wien oder Caen als kaufmännischer Mitarbeiter, Office Head und Managing Director tätig. 1986 wurde Zivy zum Prokuristen der Ameropa AG ernannt. 1995 folgten die Ernennung zum CEO und die Wahl in den Verwaltungsrat. Nach dem Tod seines Vaters Felix Zivy im Jahre 2010 übernahm Andreas Zivy als Group CEO und Verwaltungsratspräsident der Ameropa Holding die Verantwortung der gesamten Firmengruppe.
Andreas Zivy ist Stiftungsrat der Schweizer Demokratie Stiftung, die sich der Förderung, Verteidigung und Weiterentwicklung der Demokratie in der Schweiz und im Ausland widmet.

## Freizeit
In seiner Freizeit beschäftigt sich Andreas Zivy gerne mit Architektur. Das Bürogebäude der Ameropa Holding wurde von den Architekten Herzog & de Meuron konzipiert. Zivy ist Mitglied der FDP Binningen.

## Mandate
- Ameropa Holding
- Schweizer Demokratie Stiftung